# 092号線 (チェコ)
チェコ国鉄092号線、別名ネラトヴィツェ〜クラルピ・ナド・ヴルタヴォウ線（チェコ語：Železniční trať Neratovice – Kralupy nad Vltavou）は、チェコ国鉄の鉄道路線である。
1865年10月16日、トゥルノフ・クラルピ・プラハ鉄道の路線として開業した。

## 運行形態
全て各駅停車。1～2時間に1本、線内のみの運行が基本だが、一部は090号線のロウドニツェ、070号線のフシェタティまで乗り入れる。クラルピで090号線のウースチー方面普通、ネラトヴィツェで070号線のムラダー・ボレスラフ方面普通と接続する他、平日はネラトヴィツェで070号線プラハ方面の普通とも接続する。大部分がチェコ鉄道の運行だが、平日の一日2往復（夏季運休）のみ鉄道旅行者クラブ交通が運行する。運賃制はプラハ総合交通（Pražská integrovaná doprava, PID）が担当する。
2021年以前は、111号線のヴェルヴァリまで直通する列車もあった他、全列車チェコ鉄道の運行であった。

## 駅一覧
以下では、チェコ国鉄092号線の駅と営業キロ、停車列車、接続路線などを一覧表で示す。なお、全て各駅停車である。
| 路線名 | 駅名                           | 駅間営業キロ | 累計営業キロ | 接続路線 | 所在地         | 所在地           |
| ------ | ------------------------------ | ------------ | ------------ | --- | -------------- | ---------------- |
| 092    | クラルピ・ナド・ヴルタヴォウ駅 | -            | 0.0          | 090号線（ウースチー方面） 091号線（プラハ方面）、093号線（クラドノ方面） 110号線（ロウニ方面）、111号線（ヴェルヴァリ方面） | 中央ボヘミア州 | ムニェルニーク郡 |
| 092    | フヴァチェルビ駅               | 2.4          | 2.4          | | 中央ボヘミア州 | ムニェルニーク郡 |
| 092    | ウージツェ駅                   | 4.9          | 7.3          | | 中央ボヘミア州 | ムニェルニーク郡 |
| 092    | ネトルジェバ駅                 | 3.2          | 10.5         | | 中央ボヘミア州 | ムニェルニーク郡 |
| 092    | フルミーン駅                   | 2.7          | 13.2         | | 中央ボヘミア州 | ムニェルニーク郡 |
| 092    | ネラトヴィツェ駅               | 4.7          | 17.9         | 070号線、074号線 | 中央ボヘミア州 | ムニェルニーク郡 |